# Silkeborg
Silkeborg este un oraș în Danemarca.